# Шилов, Валерий Васильевич
Валерий Васильевич Шилов (13 декабря 1940, Новосибирск — 20 февраля 2014, Санкт-Петербург) — советский и российский хоккеист и хоккейный тренер, заслуженный тренер РСФСР.

## Биография
Мастер спорта, защитник. Начинал играть в Новосибирске в команде Химик. С 1958 по 1960 год выступал за новосибирский «Буревестник» (класс «Б»). Переехав в Ленинград, два сезона (1960/61, 1961/62) выступал за команду ЛИИЖТ. В 1962—1969 гг. (кроме сезона 1966/67) выступал за СКА (Ленинград), всего за клуб провёл более 240 официальных матчей. В сезоне 1966/67 играл за минское «Торпедо». Как игрок в высшем дивизионе провёл девять сезонов (два — за ЛИИЖТ, шесть — за СКА, один — за «Торпедо»).
Окончил Институт физической культуры им. Лесгафта (1969).
В 1970 году был приглашён на пост помощника главного тренера СКА Николая Пучкова. В том же сезоне (1970/71) клуб стал обладателем бронзовых медалей первенства СССР.
Главный тренер горьковского «Торпедо» (сезоны 1974/75 — 1976/77, первый сезон начинал как ассистент Прилепского, по ходу третьего заменён на Чистовского).
Главный тренер хоккейного клуба СКА (Ленинград) (1978—1979 и 1984—1989). В 1987 году под его руководством СКА стал бронзовым призёром чемпионата СССР. 
В 1980—1983 годах — главный тренер датского клуба «Рёдовре», чемпион Дании (1983). В 1998—2002 годах вновь работал в Дании, тренировал «Ольборг Пантерс». В 2002—2004 годах тренировал петербургский «Спартак», выступавший в высшей (2-й по значимости) лиге.
Двукратный обладатель Кубка мира среди ветеранских команд (2004 и 2012) в составе команды «Ветераны СПб».
С 2003 года — главный тренер школы-интерната ХК «Форвард», СПб; одновременно — доцент кафедры теории и методики хоккея Университета им. П. Ф. Лесгафта.